# 다니엘 오셰푸

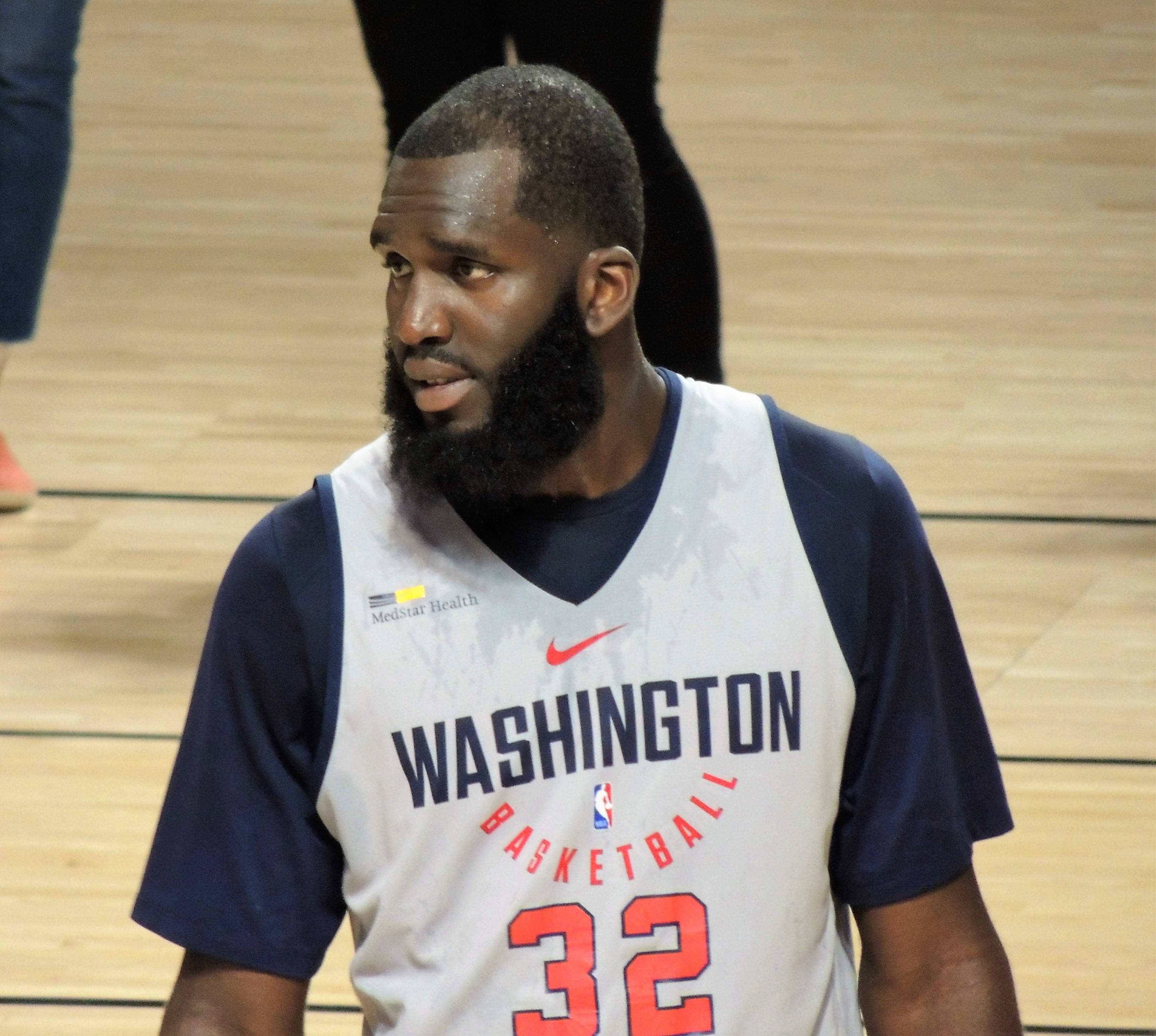

다니엘 오셰푸(Daniel Ochefu, 1993년 12월 15일 ~ )는 시리아 농구 리그의 알 자이쉬 소속 미국 태생의 나이지리아 프로 농구 선수이다. 빌라노바 와일드캣츠에서 대학 농구를 했고, 워싱턴 위저즈에서 짧은 NBA 활동을 했다.

## 고등학교 경력
메릴랜드주 볼티모어에서 태어난 오셰푸는 웨스트타운 스쿨에 다녔으며 주니어 때 경기당 평균 16 득점 12 리바운드를 기록했다. 시니어로서 그는 다우닝타운 이스트하이 스쿨로 전학했다. ESNPU가 선정한 고등학교 시절 상위 100인 선수 목록에서 54위에 올랐다.

## 대학 경력
오셰푸는 빌라노바에서 대학 농구를 했다. 신입 선수로서 센터 무프타우 야루(Mouphtaou Yarou) 뒤에서 뛰었다. 2013-14년에 그는 예비 선수로서 경기당 평균 5.7득점을 기록했다. 다음 시즌에는 경기당 9.2득점을 기록했다.
오셰푸는 2016년 2월 13일 세인트존스를 상대로 73-63 승리를 거두며 통산 최고 득점 25점을 기록했다. 정규 시즌이 끝날 무렵 그는 어너러블 멘션 올 빅 이스트(Honorable Mention All-Big East)로 선정되었다. 오셰푸는 2016년 4월 4일 노스캐롤라이나와의 NCAA 챔피언십 경기에 출전하여 와일드캣츠가 타 힐스를 77-74로 물리치고 빌라노바의 두 번째 전국 챔피언십을 차지하도록 도왔다.